# Gunnera caucana
Gunnera caucana är en gunneraväxtart som beskrevs av L.E. Mora-osejo. Gunnera caucana ingår i släktet gunneror, och familjen gunneraväxter. Inga underarter finns listade.